# Bang Yong-guk

Bang Yong-guk (hangul: 방용국; Incheon, 31 de março de 1990), mais conhecido como Yongguk (hangul: 용국), é um rapper, compositor e produtor musical sul-coreano. Ele é ex-integrante do grupo masculino B.A.P.
Realizou sua estreia no cenário musical em 2008, sendo um dos integrantes do grupo de underground hip hop Soul Connection Under The Alias Of Jepp Blackman. Em julho de 2011, ele lançou o seu primeiro single individual, intitulado "I Remember". Em novembro, realizou sua estreia na subunidade Bang&Zelo. No ano seguinte, estreou no B.A.P.

## Biografia

### 1990-2010: Primeiros anos e início da carreira
Bang Yongguk nasceu em Incheon, Coreia do Sul, em 31 de Março de 1990. Ele tem um irmão gêmeo idêntico chamado Yongnam, que também se apresentou como um artista underground, e uma irmã mais velha chamada Natasha (Bang Nare / 방나레). Ele não era capaz de falar até os cinco anos de idade.
Ele mudou-se com sua família para o coastal Ijak islands of Incheon, quando ele era jovem, e viveu lá por um curto período de tempo antes de se mudar de volta para o continente de Incheon. Estudou no Gae Woong Elementary School e do Gae Woong Middle School, e aos 18 anos formou-se no Yuhan High School.
Em 2008, ele foi um membro de um grupo underground hip hop chamado "Soul Connection", sob o nome artístico de "Jepp Blackman", e o grupo lançou um single intitulado "Cherry Flower". Ele foi apresentado à TS Entertainment pelos membros do duo de Hip Hop sul-coreano Untouchable e entrou na empresa, onde treinou por seis anos antes da estreia do B.A.P.

### 2012–2018: B.A.P
Yongguk foi o primeiro membro a ser anunciado como parte do novo boy group da TS Entertainment, como o líder e rapper principal. O grupo lançou o seu primeiro single, "Warrior". Em 28 de janeiro de 2012, o grupo realizou o seu showcase em Seul, Coreia do Sul, com mais de 3.000 pessoas compareceram ao show. Seu single de estréia teve aclamação da crítica como vários meios de comunicação apelidado de música e seu vídeo da música, "poderoso e carismático"
No ano seguinte, Yongguk participou no SBS Gayo Daejeon 2013 como parte de um trabalho de hip-hop stage com Tiger JK, Yoon Mirae e Bizzy também incluindo Zico do Block B, Rap Monster do BTS e Eun Jiwon.
No dia 27 de novembro de 2014, foi relatado que todos membros do  B.A.P entrou com um processo contra sua gravadora, para anular o contrato, alegando condições desleais e de distribuição de lucros. O grupo entrou em um hiatus, embora, em 4 de abril de 2015, Yongguk lançou uma música solo intitulado "AM 4:44".
Em 1 de agosto de 2015, foi revelado que o B.A.P havia chegado a um acordo e que voltaram para a TS Entertainment. B.A.P fez seu comeback em novembro de 2015 com o mini-álbum Matrix, produzido e escrito por Yongguk.
Em 25 de outubro de 2016, a TS Entertainment revelou que Yongguk não iria participar nas promoções do B.A.P para o próximo álbum de longa-duração Noir, devido a transtornos de ansiedade.
No dia 7 de março de 2017, Yongguk voltou a promover ao lado do grupo, devido ao facto do mesmo ter recuperado durante o período de hiatus. Ele promoveu o album Rose.

## Arte e influências
Yongguk é predominantemente um artista de hip-hop e citou 50 Cent, P. Diddy, Che Guevara, e Pharrell Williams como suas influências. Embora seu objetivo não era, inicialmente, para se tornar um artista de K-pop, ele foi influenciado pelos Supreme Team e Dynamic Duo que popularizaram o gênero na Coreia do Sul.
Assim como o rap, Yongguk também atua como compositor e produtor, de muitas canções do B.A.P, incluindo todas as faixas do EP de debut Warrior.